# Умови однозначності
Умови однозначності (англ. uniqueness conditions; нім. Eindeutigkeitsbedingungen f pl) – умови, що визначають індивідуальні особливості досліджуваного явища, наприклад,  граничні або крайові умови. Зокрема:
1) Умови подібності геометричних форм, фізичних властивостей середовища і тіла, граничних початкових умов, тобто умов, що характеризують особливості перебігу процесу на границях тіла. Умови однозначності задаються у вигляді числової значини або у вигляді функціональної залежності чи рівняння. 
2) Критерії подібності, що складені з фізичних величин, які входять в умови початкові i умови граничні, тобто в умови однозначності, а самі ці критерії називають визначальними на відміну від тих, які підлягають визначенню. 
3) Умови, які розкривають всі особливості рівняння і характеризуються наступними ознаками: геометрією системи, фізичними властивостями тіла, початковими і граничними умовами. 

## Інтернет-ресурси
- Теореми подібності